# راه کاتر
راه کاتر (انگلیسی: Cutter's Way) که با نام کاتر و بون هم شناخته می‌شود، یک فیلم درام دلهره‌آور به کارگردانی ایوان پاسر محصول سال ۱۹۸۱ است.

## بازیگران
- جف بریجز
- جان هرد
- لیسا آیشهورن
- استیون الیوت
- نینا ون پالندت
- بیلی دراگو
- جولیا دافی